# دياغوراس من ميلوس
دياغوراس «الملحد» من ميلوس ((باليونانية: Διαγόρας ὁ Μήλιος)‏) شاعر وسفسطائي يوناني عاش في القرن الخامس قبل الميلاد. أشتهر طوال العصور القديمة بأنه ملحد. وباستثناء هذه النقطة، يوجد القليل من المعلومات بشأن حياته ومعتقداته، جادل ضد الدين اليوناني، وانتقد أسرار اليوسيس. قام الأثينيين باتهامه بالمعصية وانعدام التقوى، واضطر إلى الفرار من المدينة. ثم توفي في كورنثوس.

## حياته
دياغوراس كان ابن تيليكلايدس أو تيليكليتوس، ولد في جزيرة ميلوس، واحدة من جزر مقاطعة سيكلاديز. وفقا لمرجع سوده، قد كان تلميذا لدى ديموقريطوس بعد أن قام ديموقريطوس بدفع 10,000 دراخمة لتحرير دياغوراس من الاسر بعد الإخضاع القاسي لجزيرة ميلوس (416 قبل الميلاد)؛  ومع ذلك لا يوجد مصدر مبكر يربط دياغوراس وديموقريطوس.
يذكر أيضا في مرجع سوده أنه في شبابه قد اكتسب سمعة كشاعر غنائي، وربما هذا هو السبب في كونه ذكر مع غيره من الشعراء الغنائيين سيمونيدس وبندار، بقليدس.
قام دياغوراس بمشاركة السياسي نيكودورس من مانتينيا، بكتابة دستور سمي بدستور مانتينيا. هذا الدستور أشاد به كل من أرسطو وبوليبيوس كونه مثال نادر للديموقراطية المعتدلة والمتزنة.
نجد ملاحظات حول دياغوراس في مسرحية أريستوفان ( الغيوم) التي في نسختها الثانية حوالي 419-17 قبل الميلاد، حيث يلمح الشاعر إليه باعتباره شخصية معروفة.
ديودوروس (مؤرخ يوناني) يخبرنا أنه بعد عدة سنوات، حوالي 415 قبل الميلاد، اُتهم دياغوراس بالمعصية، واعتقد أنه من الأفضل الهروب من أثينا لتجنب الملاحقة القضائية، المصادر الكلاسيكية تحدثنا عن مكافأة للقبض عليه أو قتله.
قد يكون الدين مجرد ذريعة لاتهامه فقد كان لكونه من جزيرة ميلوس مثيراً للشكوك بالنسبة لشعب أثينا، ففي سنة 416 قبل الميلاد، تعرضت جزيرة ميلوس للاحتلال والاضطهاد من قبل الأثينيين، وأنه ليس بالبعيد على الإطلاق أن يكون دياغوراس ساخطاً على مثل هذه المعاملة مما دعاه للمشاركة في الحزب المخالف في أثينا، مما اثار الشكوك حوله من الحزب الديمقراطي. دياغوراس بعد ذلك ذهب إلى كورنثوس الذي حسب مرجع سوده مكان وفاته.

## فلسفته
القليل فقط يعرف فيما يتعلق بوجهات نظره الفلسفية أو طبيعة إلحاده، أما ماهو معروف بالتأكيد أن دياغوراس كان واحدا من أولئك الفلاسفة الذين، مثل سقراط، الذين جرموا بشأن آرائهم حول الآلهة المعبودة في محيطهم.
شيشرون، كتب في القرن الأول قبل الميلاد يروي كيف أن صديقا لدياغوراس حاول إقناعه بوجود الآلهة، مشيرا إلى كم الصور التي تحكي عن أناس ينجون من العواصف في البحر عبر «تقديم النذور للآلهة»، ويجيب دياغوراس بأن «ليس هناك أي صور لأولئك الذين غرقوا في البحر أو تحطمت سفنهم». وشيشرون يعطي مثال آخر، حيث كان دياغوراس على متن سفينة في طقسا مضطرب وصعب والطاقم يعتقد أنه قد جلب الموت على نفسه بأخذ هذا الرجل الفاجر على متن السفينة، ثم يتساءل عما إذا كانت الزوارق الأخرى في نفس العاصفة تحمل دياغوراس اخر على متنها.
هذا وحكايات أخرى مشابهه تصف بدقة العلاقة بينه وبين الدين الشائع في ذلك الوقت وكيف دافع عن موقفه بالكثير من الحزم وربما مع مزيد من الحرية ويمكن القول انه من القلائل الذين حصلوا على لقب ملحد من العصور القديمة، فمجرد رفض التدخل المباشر من الآلهة في العالم، وعدم ايمانه بالالهه اليونانية وتصرفاتها البشرية، لا يدع مجال للأثينيون الا بوصفه بالملحد.

يقول الكاتب المسيحي أثيناغوراس من أثينا (القرن الثاني الميلادي) عن دياغوراس: